# Grotte de Gouy

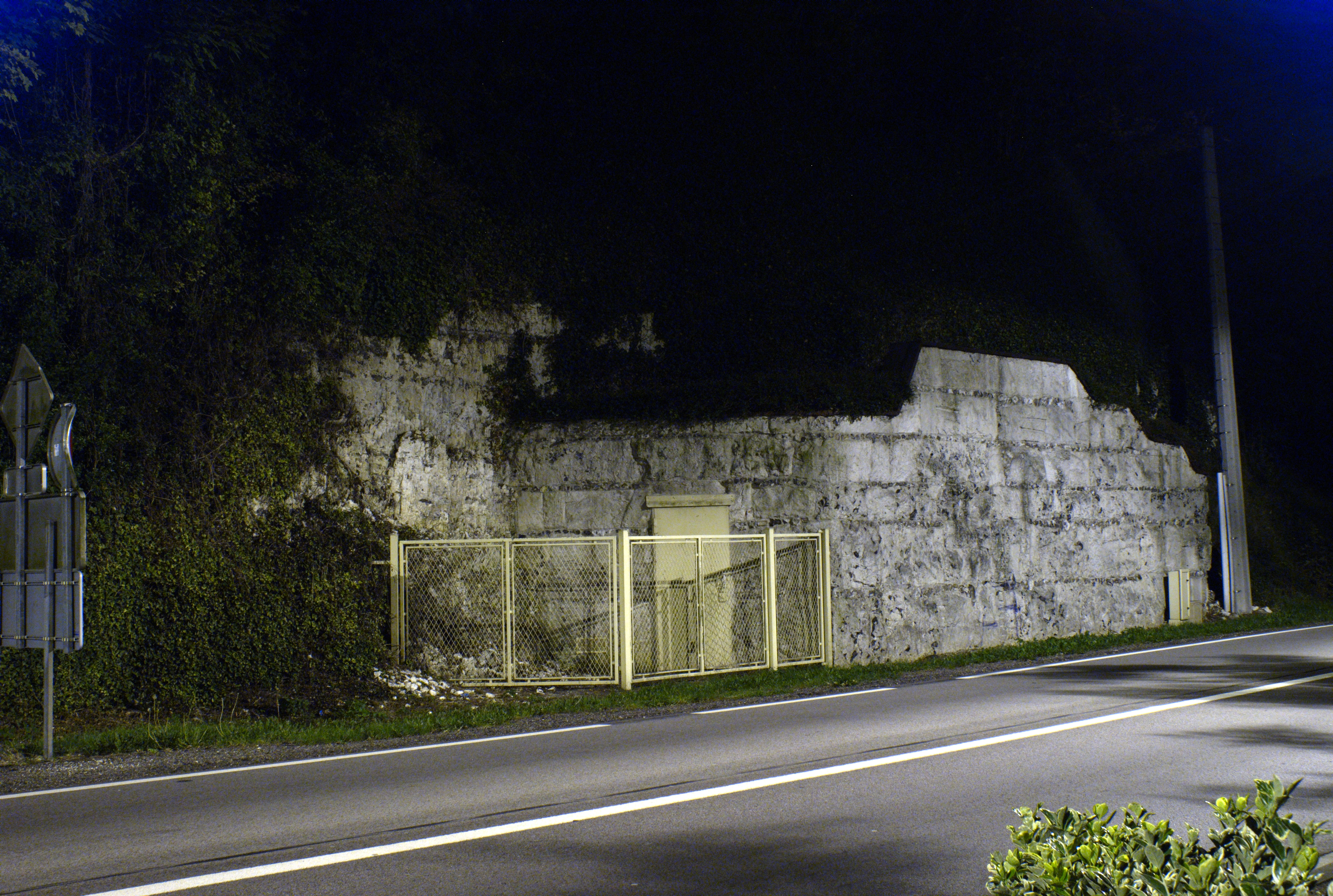
Eingang der Grotte an der Straße Bois des Côtes-de-Seinede

Die Grotte de Gouy (auch Grotte du Cheval – deutsch „Grotte des Pferdes“) liegt im Tal der Seine, am Fuße eines Hanges, in Gouy, an der Départementsstraße D6015, rund 10,0 Kilometer vom Flughafen von Rouen im Département Seine-Maritime in Frankreich. Sie ist seit 1959 als Monument historique eingestuft.

## Beschreibung
Die Grotte wurde 1881 von zwei Bewohnern von Gouy entdeckt, die darüber nicht sprachen (nach der 2. Entdeckung wurde eine hinterlassene Inschrift gefunden). Ein Gang der Höhle von unbekannter Länge wurde 1934/35 beim Straßenbau zerstört, ohne dass der Rest bemerkt wurde. Dies erfolgte 1956 durch zwei Jugendliche.
Nach der Zerstörung der Grotte de Gouy bestand eine etwa 12 m lange, in drei Räume unterteilte Galerie, die durch die Anzahl, Komplexität und Qualität der dortigen Kreideschnitzereien von unschätzbarem Wert ist. Es handelt sich um 37 Ritzungen aus der Altsteinzeit (Magdalénien): 18 Tiere, davon sieben gehörnt und sieben Pferde, acht Vulven, ein Vogel (wahrscheinlich Falke), ein federförmiges und ein keulenförmiges Zeichen, eine Art Schild und sieben unbestimmbare Zeichen, (eines kann ein Gesicht sein), sowie Spuren roter Flecken.
Eine absolute Datierung wurde aus dem Kollagen von Knochenfragmenten gewonnen (H. Valladas 12.050 ± 130 Jahre v. Chr.). Mit den Höhlen von Arcy-sur-Cure und den Höhlen La Dérouine, zwei anderen neu entdeckten Höhlen, sind dies die bisher nördlichsten Höhlen mit Felsbildern.
Der Dolmen Tombe du Druide (auch Boos Dolmen oder Dolmen von Ymare genannt) liegt etwa 4,0 km entfernt bei Ymare und Alizay.

## Andere nahe Höhlen
Die „Höhle der Mönche“ in Port-Saint-Ouen (einen Kilometer von Gouy) wurde durch Arbeiten an der Kreuzung der RN 15 mit der D7 zerstört. Ein Stein mit einem eingravierten Mammut wurde dort entdeckt. Eine weitere, wenig untersuchte Höhle, ist Orival auf der anderen Seite der Seine, 11 km von Gouy.